# Crash (canción)
«Crash» es una canción interpretada por la cantante estadounidense Gwen Stefani, incluida en su primer álbum de estudio, Love. Angel. Music. Baby. (2004). Fue compuesta por Stefani y Tony Kanal, integrante de la banda No Doubt, mientras que la producción quedó a cargo de este último. En un principio, la cantante iba a trabajar con Linda Perry, pero al ver que el proceso era difícil y no avanzaba, decidió contactar a su compañero Kanal. Ambos trabajaron en la pista después de que el bajista le tocara varias canciones que había compuesto para ella, entre ellas, «Crash». En el aspecto musical, es una canción perteneciente a los géneros electroclub y electroclash y utiliza metáforas de automóviles para describir una relación.
La compañía Interscope Records la publicó como el sexto sencillo del disco en varias fechas: la primera fue el 9 de enero de 2006 en Europa como un sencillo en CD; la segunda, el 11 del mismo mes en Estados Unidos en formato de vinilo de 12"; la tercera y última, el 24 de enero en las radios estadounidenses. En términos generales, recibió reseñas variadas de los críticos musicales. Desde el punto de vista comercial, alcanzó el puesto 49 en la Billboard Hot 100 e ingresó a otras listas de Billboard. Debido a que Stefani quedó embarazada por primera vez mientras estaba de gira, se lanzó un videoclio en vivo, dirigido por Sophie Muller, en el que muestra a la cantante interpretando la canción en el concierto de Anaheim (California) como parte del Harajuku Lovers Tour de 2005.

## Antecedentes y composición
| «No suena a nada como No Doubt. [...] Venimos de otro tipo de escuela que Tom Dumont o Adrian Young. Todos éramos adictos al ska, pero Tony estaba realmente [enfocado] en Prince, The Time, Lisa Lisa and Cult Jam, y me volvió a todos estos otros grupos. Así que ser capaz de escribir ese estilo de música, tener estas viejas máquinas de tambor, hacerlo de esa manera, fue muy emocionante. Fue la canción exacta que quería escribir». —Gwen Stefani hablando sobre «Crash». |

Stefani había estado trabajando en su proyecto en solitario con Linda Perry. Ambas habían compuesto varias canciones, entre ellas el primer sencillo de Love. Angel. Music. Baby., «What You Waiting For?», sin embargo, Stefani encontró al proceso difícil, al comentar: «Es humillante e intimidante, incluso si son dulces y emocionantes, porque te estás ahogando en su creatividad». Cuando las dos comenzaron a trabajar en una canción sobre un amigo fallecido de la cantante, Perry comenzó a escribir la letra y Stefani, al sentir que la primera estaba invadiendo su territorio, se quebró y se fue. Por consiguiente, el miembro de la banda No Doubt, Tony Kanal, la invitó a su casa para que ambos pudiesen salir con amigos. No obstante, cuando llegó, la sorprendió tocando algunas pistas que había estado trabajando, y reveló que él mismo había preparado algo para Stefani. Al respecto, la artista comentó: «Comenzó, "Oye, déjame tocarte algunas pistas", y me toca esta canción que esta[ba] haciendo para otro cantante, y quedé impresionada. Y luego se va, "¡Déjame tocarte algunas pistas que he estado haciendo para ti!" Así que me tocó este tema y fue instantáneo». Aunque la cantante había querido trabajar con Kanal, le preocupaba que su trabajo no encajase con ella [un álbum orientado al dance]; sin embargo, la llamó su «pista favorita que [había] escrito hasta ahora», y los dos trabajaron en ella.
«Crash» es una canción perteneciente a los géneros electroclub y electroclash. Utiliza varios efectos de sonido relacionados con coches, incluyendo un motor encendido al principio de la canción. Además, posee riffs de sintetizador «muy pegadizos», según Ryou-Neko de Sputnikmusic. Jason Damas de PopMatters comentó que «Crash» es un tributo implícito de «Push It» (1987) de Salt-N-Pepa. En cuanto a la letra, utiliza metáforas de automóviles para describir una relación; en este sentido, Sal Cinquemani de Slant Magazine las describió como «casi fatales». Varios críticos señalaron que tiene varias referencias sexuales, como es el caso de Ryou-Neko de Sputnikmusic, y Marcus Yoars y Bob Smithouser de Plugged In, quienes sostuvieron que, en la línea Crash into me real hard —«Choca en mí muy duro»—, «es otra melodía erotizada, equipada con jadeos y gemidos».

## Recepción crítica

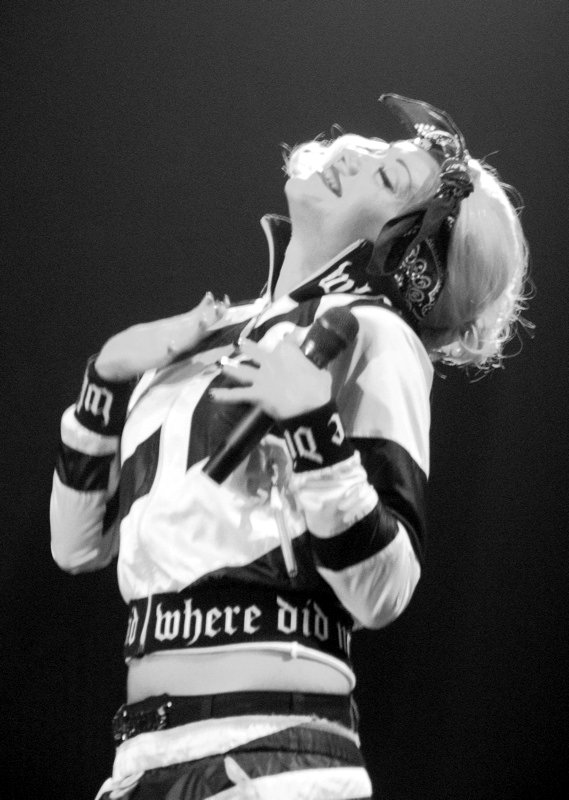
Para la interpretación de «Crash» en la gira Harajuku Lovers Tour, Stefani llevaba un chándal blanco y negro en el estilo de auto de carreras.

En términos generales, «Crash» obtuvo reseñas variadas de los críticos musicales; Kelefa Sanneh del New York Times señaló que la pista «evoca con éxito el espíritu infeccioso de la Madonna de antes». David Browne de Entertainment Weekly la llamó «una publicidad de moda retro cara», en la que Stefani aparece como «una rapera [con] cadenas de oro de la vieja escuela». Una mejor reseña fue la de Ryou-Neko, de Sputnikmusic, quien le otorgó cinco puntos de cinco; afirmó que es la canción más perversa en el disco, y muestra algunas de las voces más agudas de Stefani, «pero no suena a lo Mariah Carey. Eso me asusta mucho». Por otro lado, Krissi Murison del NME disintió, la describió como uno de «los mejores momentos de la década de la decadencia» y se refirió a la canción como un «dibujo humorístico de rap de Salt-N-Pepa». Jason Shawhan de About.com declaró que «los estupendos pitidos del sintetizador de Narada Michael Walden suenan como si el estéreo del coche hubiese decidido poderse unirse a la canción». Marcus Yoars y Bob Smithouser de Plugged In comentaron que la «adicción de Stefani a su hombre se compara a la de un free-base». Por su parte, Jennifer Nine de LAUNCHcast sostuvo que tenía «una frescura de patio de colegio», y David Machado de Yahoo! declaró que es «un baile rápido con un movimiento sensual». Afirmó que se parece a la música de los años '80 que «recuerdo escuchar en los '90». Concluyó diciendo que te hace desear que la mayoría de las canciones de este CD fueran como este. Andy Battaglia de The A.V. Club indicó que «"Crash" tira viejos himnos de electro dance en un futuro que Stefani hace su propio [himno]». Por el contrario, Eric Greenwood de Drawer B argumentó que la pista «revisita descuidadamente el cariño evidente de Stefani por el pop de los '80, pero ni siquiera [...] Tony Kanal puede salvarla de los recauchutados sin vida como estos». Mike Usinger de The Georgia Straight la calificó como «robótica», mientras que el crítico Sean Daly del Washington Post la comparó con «Push It» (1987) de Salt-n-Pepa, y agregó que Stefani «empuja muy bien». Jason Damas de PopMatters le otorgó una reseña muy fuerte; indicó que «Stefani clava todos los gestos vocales» y que Kanal «revela una importante corriente pop aquí, especialmente en la forma que acoda el corte [...] con docenas de éxitos de orquestas [...] que han estado ausentes de casi todos los álbumes pop durante una década o más». Por el contrario, Sal Cinquemani de Slant Magazine le dio una opinión variada, al afirmar que Stefani «mantiene su firma de insolencia por todas partes».

## Lanzamiento y recepción comercial
A finales de 2005, Stefani anunció en la interpretación de la canción en Fort Lauderdale, Florida, que estaba embarazada de su primer hijo, por lo que se retrasó el proceso de grabación de su segundo álbum de estudio, The Sweet Escape (2006), y la canción se anunció como el sexto sencillo de LAMB en enero de 2006. Impactó en las radios estadounidenses el 24 de enero de 2006, mientras que, en Canadá, experimentó un éxito mínimo en la lista radial The Hits Charts (Airplay), perteneciente al servicio Nielsen Broadcast Data Systems, debido a que alcanzó la posición 87 el 2 de marzo de 2006. Por último, en Europa, se puso a la venta el 9 de enero de 2006 como un sencillo en CD.
Comercialmente, «Crash» solo alcanzó posiciones bajas en las listas de Billboard. Debutó en la lista Billboard Hot 100 el 11 de febrero de 2006, en el puesto 95. Tres semanas después, el 4 de marzo, alcanzó la posición más alta en el 49. Asimismo, en esa misma fecha, llegó al 21 y 28 en los conteos Pop 100 y Pop 100 Airplay, respectivamente. En la lista de ventas digitales, ingresó en la sexagésima cuarta posición, y en la edición siguiente llegó al 48. Por último, ingresó a las posiciones 20 y 38 en los conteos Pop Songs y Rhythmic Top 40.

## Promoción
A causa del embarazo de Stefani, se lanzó un vídeo musical en directo, en lugar de tener una trama. Este fue dirigido por Sophie Muller, quien ya había trabajado con la artista anteriormente en «Cool» y «Luxurious», y luego lo haría en «Wind It Up», «4 in the Morning» e «Early Winter». Fue grabado en el concierto de Anaheim, California, durante la gira Harajuku Lovers Tour. Stefani interpretó «Crash» en dicho tour, realizado en el año 2005; allí, era la cuarta canción del repertorio. En la actuación, el público se dividió en dos mitades, una parte de chicos y la otra de chicas; la cantante llevaba un pañuelo negro alrededor de sus rizos y un chándal blanco y negro, en un estilo de auto de carreras. Estaba acompañada por las bailarinas Harajuku Girls y un cuarteto de breakdancers. En el concierto del 23 de octubre de 2005 en Sacramento, California, Corey Moss de MTV describió la presentación como «una fiesta hip hop». Por su parte, Jim Harrington de SoundSpike sostuvo que Stefani parecía verdaderamente perdida en el escenario sin una banda. Continuó: «Claro, ella fue respaldada por un grupo de músicos competentes que recrean pistas como "Crash" y "What You Waiting For?" con [una] deliberación cuidadosa. Sin embargo, estas manos contratadas apenas constituyen una banda real en el mismo sentido que lo hace No Doubt». Posteriormente, la presentación figuró en el DVD de la gira, Harajuku Lovers Live, publicado el 5 de diciembre de 2006 y grabado en Anaheim, California.

## Lista de canciones
| CD  |                             |          |  |
| N.º | Título                      | Duración |  |
| 1.  | «Crash» (versión del álbum) | 4:06     |  |

| 12" |                             |          |  |
| N.º | Título                      | Duración |  |
| 1.  | «Crash» (versión del álbum) | 4:06     |  |
| 2.  | «Crash» (instrumental)      | 4:05     |  |
| 3.  | «Crash» (a capela)          | 4:06     |  |

| Remezcla de Josh Patrick (12") |                                          |          |  |
| N.º                            | Título                                   | Duración |  |
| 1.                             | «Crash» (Josh Patrick's Formula One Mix) | 5:24     |  |

## Posicionamiento en listas
| País (Lista 2006)                  | Mejor posición |
| ---------------------------------- | -------------- |
| Estados Unidos (Billboard Hot 100) | 49             |
| Estados Unidos (Digital Songs)     | 48             |
| Estados Unidos (Pop 100)           | 28             |
| Estados Unidos (Pop 100 Airplay)   | 21             |
| Estados Unidos (Pop Songs)         | 20             |
| Estados Unidos (Rhythmic Top 40)   | 38             |

## Créditos y personal
- Voz: Gwen Stefani.
- Composición: Gwen Stefani y Tony Kanal.
- Producción: Tony Kanal.
- Mezcla: Mark «Spike» Stent (The Mix Suite, Olympic Studios, Londres, Inglaterra, Reino Unido).
- Ingeniería de mezcla: David Treahearn.
- Asistencia de ingeniería de mezcla: Rob Haggett.
- Programación: Lee Groves y Tony Kanal.
- Masterización: Brian «Big Bass» Gardner.
- Teclados: Lee Groves y Tony Kanal.
- Sintetizadores: Tony Kanal.
- Grabación: Colin «Dog» Mitchell (Kingsbury Studios, Los Feliz, Los Ángeles, California, Estados Unidos).

Fuentes: notas del álbum Love. Angel. Music. Baby. y Discogs.